# Chiesa di Sant'Eusebio (Genova)
La chiesa di Sant'Eusebio è la parrocchiale patronale dell'antico quartiere di Sant'Eusebio in Val Bisagno nel municipio genovese della Molassana a Genova. Rientra nel vicariato di Marassi-Staglieno dell'arcidiocesi di Genova e risale al XII secolo.

## Storia

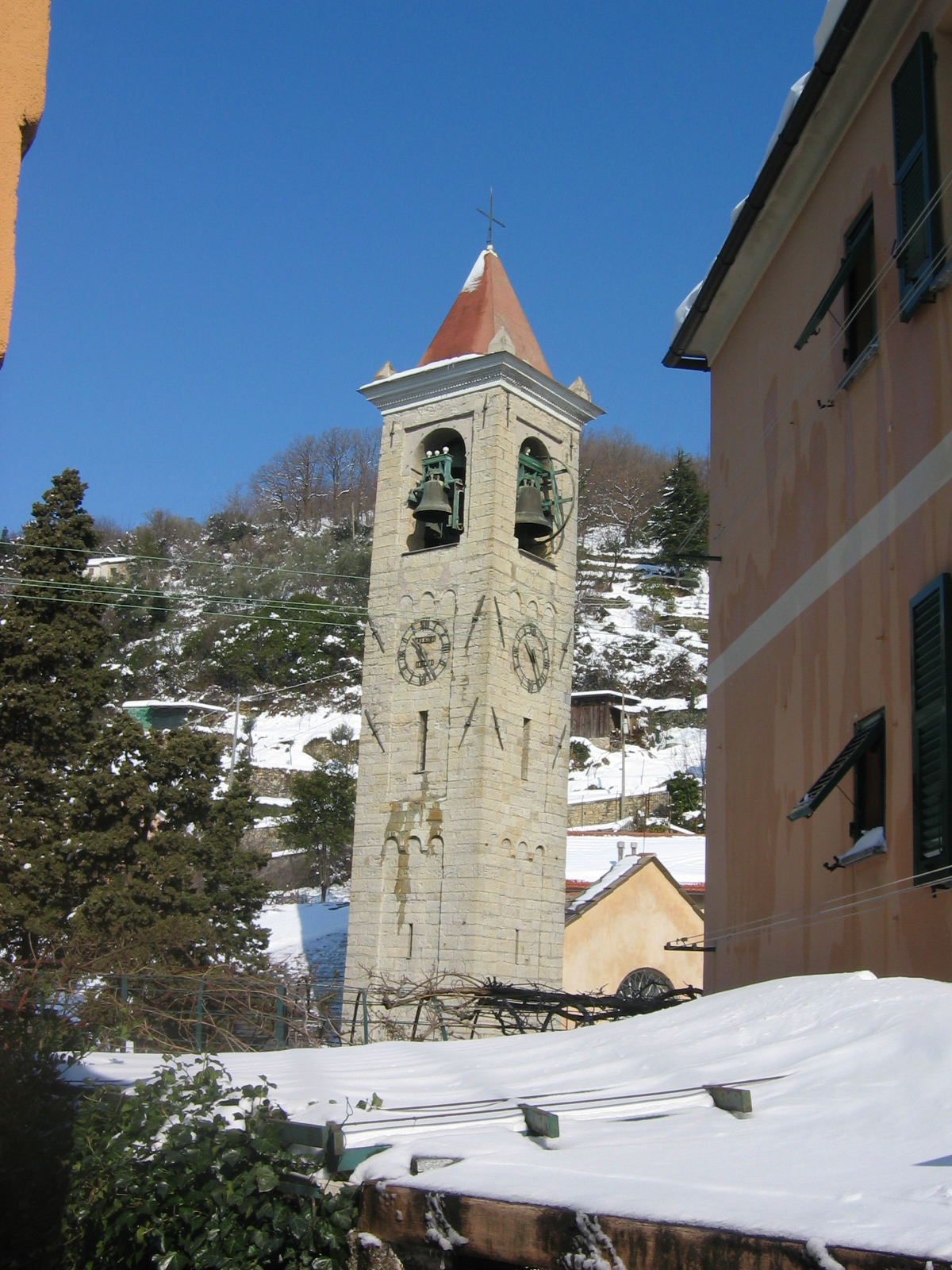
Torre campanaria della chiesa dopo la nevicata del 2005

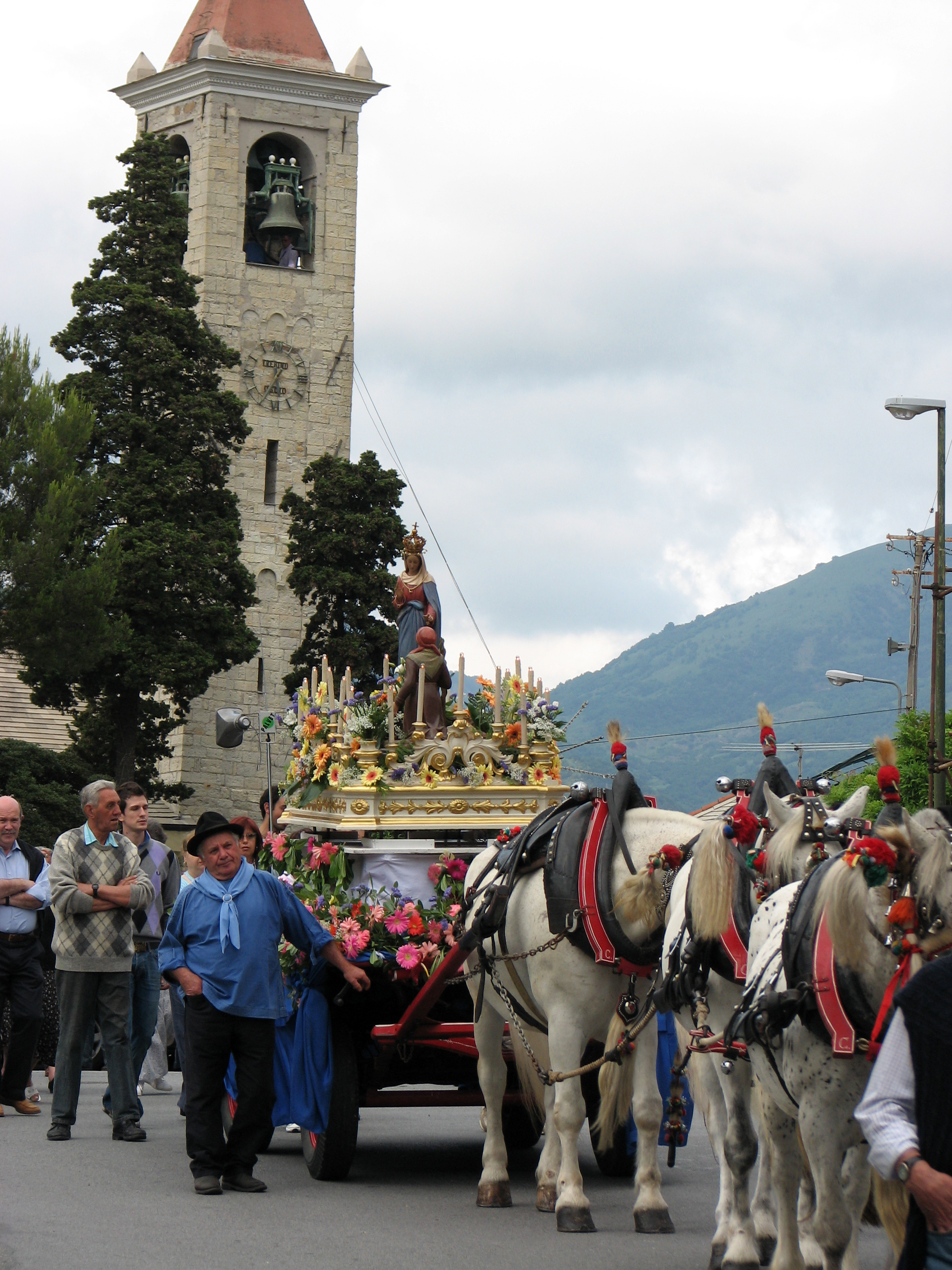
Processione della Madonna di Caravaggio a Sant'Eusebio nel 2007. Visibile il campanile della chiesa

Questo luogo di culto viene citato per la prima volta nel 1143 come cappella sussidiaria della vicina pieve di San Siro. Nel 1360 la campana principale venne sostituita da una di maggiori dimensioni. Nel 1401 perse la dignità di chiesa parrocchiale che riacquistò solo nel XX secolo, il 23 dicembre 1929. Nel 1971 l'allora arcivescovo metropolita di Genova Giuseppe Siri consacrò il rinnovato concerto di campane.
La chiesa è legata alla tradizionale processione della Madonna di Caravaggio che si tiene ogni anno nelle vicinanze del luogo di culto.

## Descrizione

### Esterni
La facciata a capanna, parte centrale del prospetto anteriore, è affiancata sulla sinistra dalla torre campanaria e sulla destra da un allungamento laterale del corpo di fabbrica. Il portale architravato è sormontato dalla piccola nicchia con statua e sopra, in asse, si apre una finestra a lunetta con grata che porta luce alla sala.

### Interni
La sala si divide in tre navate. Le navate laterali hanno ognuna una piccola cappella e la parte presbiteriale è leggermente rialzata ma senza balaustre.